# Битва при Санийе
Битва при Санийе — сражение между силами Арабского халифата и Сасанидского государства, состоявшееся на территории современного Ирака в ноябре 633 года.

## Предыстория
Когда Халид ибн Валид после победы при Айн Тамре отправился в Аравию к городу Домат аль-Джандаль, то персы решили, что он увёл с собой большую часть своего войска, и захотели вернуть территории, захваченные мусульманами. Однако ибн Валид вернулся, и стал бить персидские армии по частям. В ходе сражения при Музайяхе он ночной атакой с трёх направлений уничтожил одну из персидских армий; уцелевшие бежали к Санийе, где стояла другая персидская армия.

## Сражение
Халид ибн Валид решил повторить манёвр, который принёс ему успех при Музайяхе. Его отряды двинулись различными путями, и в назначенную ночь, в первую неделю рамадана 12-го года Хиджры (2-я неделя ноября 633 года), встретились в условленном месте, после чего обрушились на лагерь арабов-христиан возле Санийи. На этот раз резни избежали немногие; впрочем, мусульмане предпочитали не убивать женщин и детей, а брать их в плен. В сражении был убит предводитель арабов-христиан — Рабия бин Буджаир.

## Итоги
После битвы при Санийи Халид ибн Валид атаковал последнюю армию арабов-христиан возле Зумаиля и уничтожил и её. После этого персидское владычество в Ираке подошло к концу.